# 文菲臘

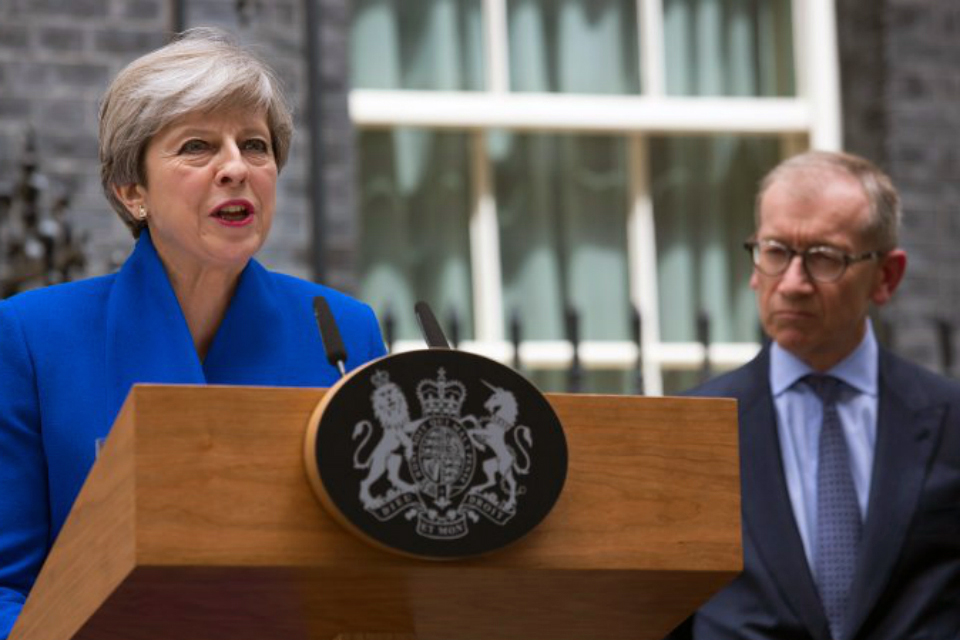
文氏伉儷在2017年大選後見記者。

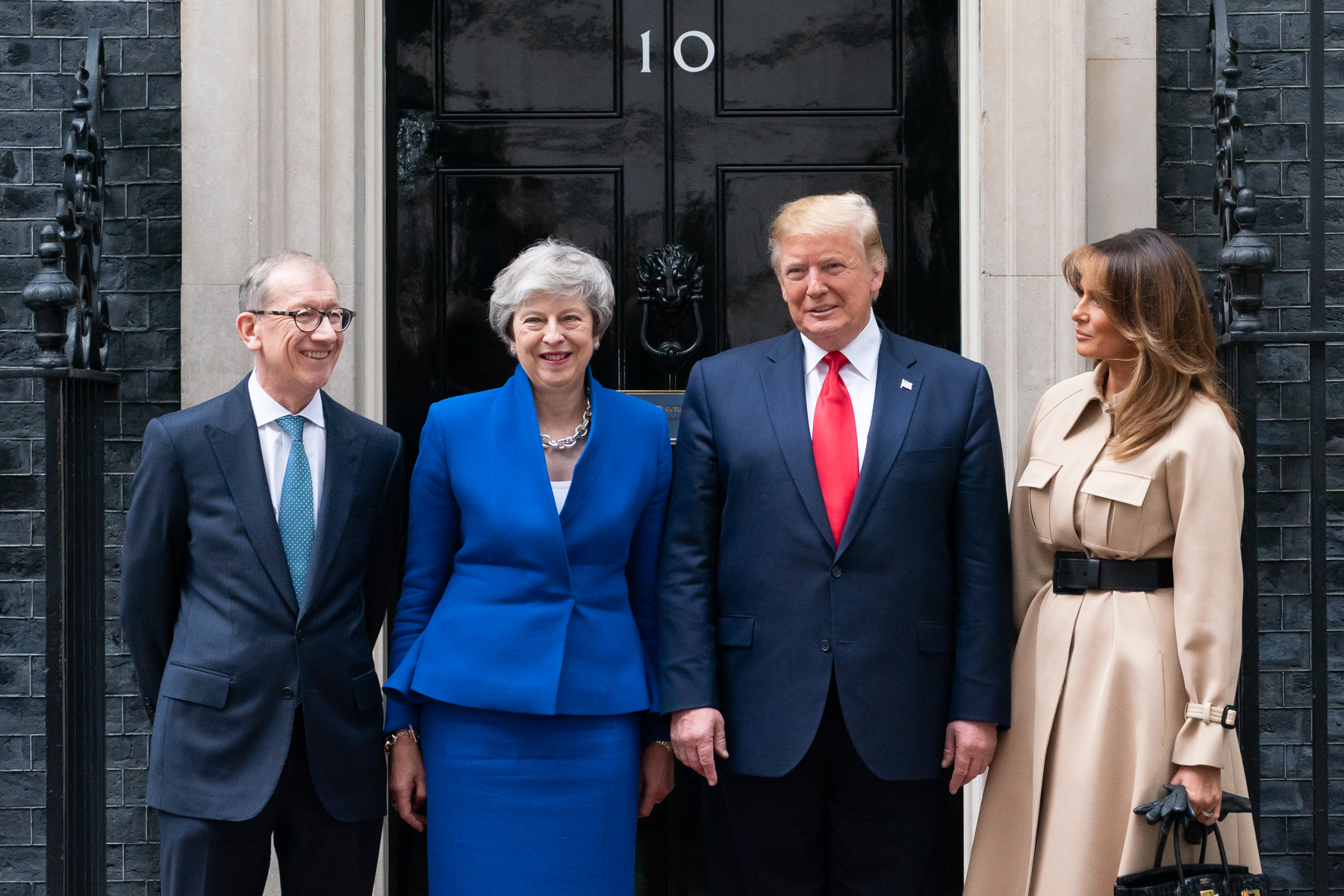
文氏伉儷在2019年與美國總統唐納·川普和美國第一夫人梅拉尼娅·特朗普見面。

菲利普·約翰·梅伊爵士（英語：Sir Philip John May；1957年9月18日—）是英國銀行家和保守黨黨內的活躍分子。他曾在資本集團擔任投資關係經理。妻子是前任英国首相文翠珊。

## 早年生活
文菲臘生於诺福克郡的諾里奇，並在利物浦附近成長。曾在赫斯瓦爾讀書，及後到西柯爾比升讀卡爾迪格蘭奇文法學校。梅伊的父親是一間鞋業批發商的銷售代表，母親則是一名法文導師。
梅伊在牛津大学的林肯学院就讀歷史系，曾於1979年從後來成為保守黨議員的阿蘭·鄧肯手中，接任牛津大學辯論社社長一職。

## 金融界生涯
梅伊從大學畢業後就投身金融界。2005年，他加入資本集團，擔任投資關係經理。他亦曾在巴克萊資本擔任基金經理，任職過保誠資產管理有限公司和德意志银行。梅伊曾在他的領英賬戶中表示，他主要負責退休金和保險關係管理。
梅伊的一名同事曾向《衛報》表示，「梅伊在公司時，是一個相當低調的人。投資經理的刻板印象是自以為是，而梅伊明顯不是。」
當愛妻文翠珊成為保守黨黨魁選舉的唯一候選人後，梅伊的僱主發聲明，表示他現職的工作不涉及投資決策，強調「他既不涉及，亦不管理投資，也不是投資組合經理。他的工作是確保客戶滿意，以及理解客戶們的目標。」

## 涉足政界
梅伊曾擔任保守黨協會在温布尔登分部的主席，但據報因為決定專注在金融界發展而離職，不過他仍然活躍於右翼陣營，曾被形容為「有經驗的保守黨活躍分子」。但他所工作的公司曾在2016年的巴拿馬文件中被點名。
梅伊雖然沒有參加官方會議，但因為曾私底下向妻子就是否提前大選和保守黨峰會講話等事宜提供意見，因而被稱爲首相「最信賴的顧問」。他亦曾為保守黨在2017年科普蘭補選前夕拉票，以及輔助其妻在登黑德的事務。
梅伊首次官式出訪是2017年7月的汉堡G20峰會。訪問期間，他曾出席慶典演唱會和與各國領袖配偶乘船遊覽。
2019年1月27日，《星期日泰晤士報》報道指，文翠珊的幕僚長加文·巴維爾指控文菲臘意圖搗亂政府與工黨達成的計劃，又被指曾鼓勵妻子移除愛爾蘭邊境後備方案，讓脫歐協議獲得民主统一党和保守黨脫歐派議員的支持，以令協議能在下議院獲通過。

## 私人生活
文菲臘是在贝娜齐尔·布托的介紹下，於大學時期的保守黨學生的士高舞會中認識未來妻子德蕾莎·布拉西耶的，後來因為有著板球的共同興趣而結緣，最終在1980年9月16日娶了對方為妻。
作為英國首相配偶，文菲臘避免發表公開聲明和接受訪問，但曾在2017年大選前偕同妻子出席英國廣播公司第一台的「第一秀」。文翠珊在訪問中表示，遺憾地因為健康問題，夫妻二人未能育有子女。至於文菲臘表示「我基本上負責做男方做的事」，「我負責倒垃圾」，而惹來部分評論員的批評，認為夫妻太過固定男女方應做之事。訪問過後，他指出「我幾喜歡領帶、夾克，等等類似的東西。。」而當被問到娶了首相為妻有何不好時，他強調是榮幸。